# Friedhof Theuma

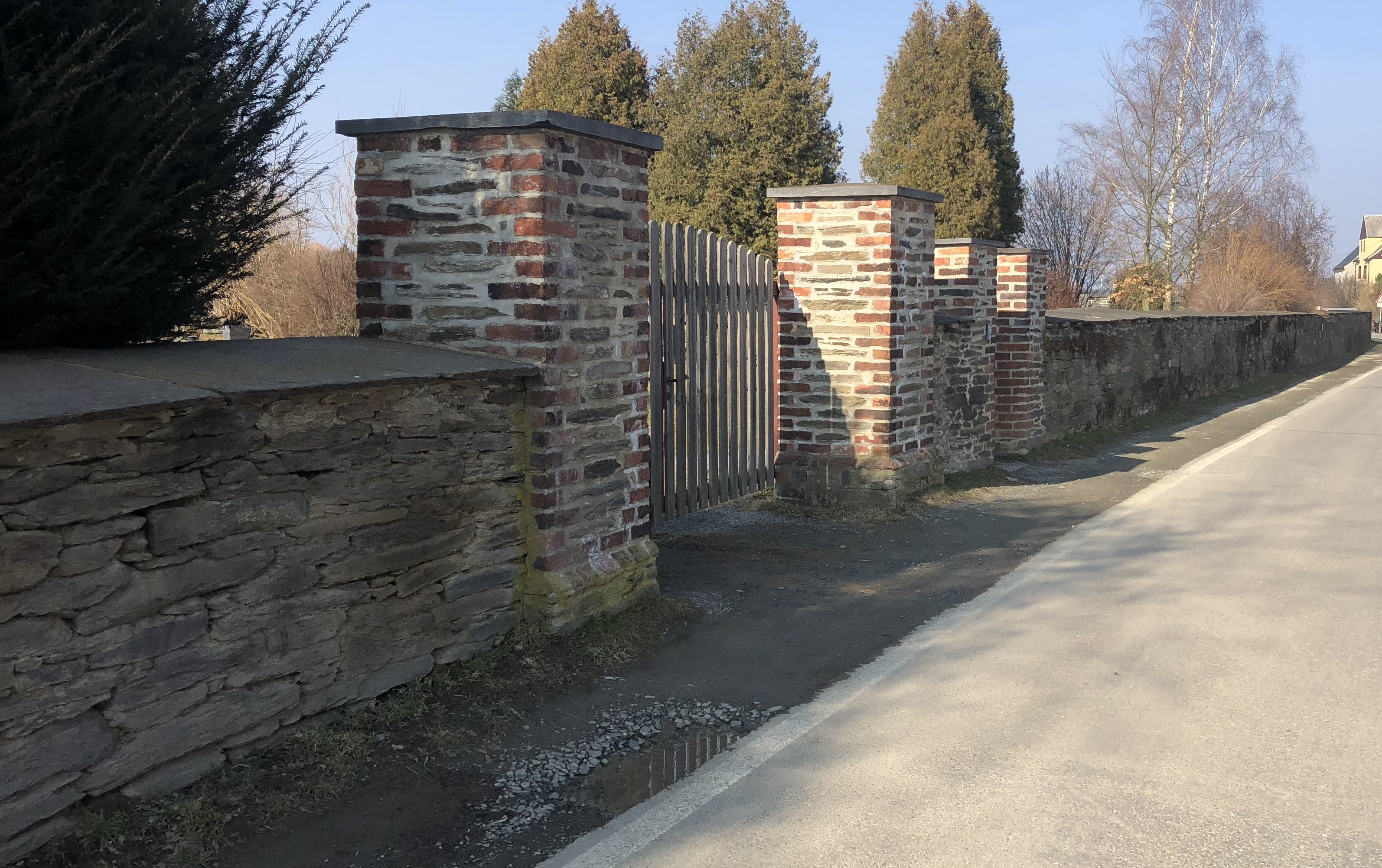
Theuma Friedhofsmauer aus südlicher Richtung

Der Friedhof Theuma ist ein von der Evangelisch-lutherischen Kirchengemeinde Theuma-Altensalz verwalteter Friedhof in der Gemeinde Theuma in Sachsen. Der Friedhof befindet sich in der Mechelgrüner Straße und nordöstlich der Maria-Magdalena-Kirche.
Die Friedhofsmauer ist im örtlichen Denkmalverzeichnis unter der Erfassungsnummer 08985664 verzeichnet.

## Allgemeines und Geschichte
Der Friedhof in Theuma wurde 1866 geweiht. Die ersten Bestattungen fanden noch im selben Jahr statt. In den darauf folgenden Jahren entstanden mehrere Gruften, welche zum Teil bis heute erhalten geblieben sind und auch noch zum Teil genutzt werden. Für die Gruftgestaltungen und einen großen Teil der Grabsteine wurde der im Ort abgebaute Theumaer Fruchtschiefer genutzt.
Gegenüber dem Friedhofseingang befindet sich die Friedhofskapelle.

## Friedhofsmauer
Der Friedhof wird von einer im 19. Jahrhundert errichteten Mauer aus Theumaer Fruchtschiefer eingefriedet. Aufgrund ihrer straßenbildprägenden Ansicht und der ortsgeschichtlichen Bedeutung wurde die Friedhofsmauer unter Denkmalschutz gestellt. Die Friedhofskapelle unterbricht die umlaufende Friedhofsmauer.